# Тейлор, Чак
Чарльз Холлис «Чак» Тейлор (англ. Charles Hollis "Chuck" Taylor; 24 июня 1901, Азалия — 23 июня 1969, Порт-Шарлотт) — американский баскетболист, предприниматель и евангелист. Наиболее известен благодаря ассоциированию его имени с серией спортивных кед Chuck Taylor All-Stars фирмы Converse, 2-й по популярности баскетбольной обуви в истории.

## Работа в Converse
Модель «Converse All-Star» была представлена в 1920 году, став одной из первых серий обуви разработанных специально для экипировки на баскетбольных матчах. Тем не менее, Тейлор начал использовать их тремя годами ранее (1917), будучи игроком баскетбольной команды Средней школы Колумбуса, штат Индиана на юношеском уровне. На тот момент А. Г. Спалдинг (глава обувного концерна Spalding) уже занимался разработкой специальной баскетбольной модели обуви в течение почти двух десятилетий. В 1923 году Тейлор отправился в офис фирмы Converse в Чикаго, в поисках работы. Его принял на работу С. Р. Плетц, заядлый спортсмен .
В течение первого года работы Тейлор внес несколько предложений в дизайн и эргономику кед, которые предполагали обеспечение большей гибкости и поддержки ступни, а также придумал накладку для защиты лодыжки. На эту накладку сразу же было решено добавить логотип «All-Star». В 1932 году к логотипу было добавлено имя Тейлора, и модель получила официальное название «Chuck Taylor All-Stars».
Чак Тейлор занимал должность специального представителя фирмы Converse. Джо Дин, который проработал менеджером по продажам в Converse в течение почти 30 лет, прежде чем стать спортивным директором Университета штата Луизиана, так описал Тейлора в интервью газете The Philadelphia Inquirer: «Его невозможно не любить, и он знал всех [в спортивном бизнесе]. Если ты был тренером и хотел найти работу, ты звонил Чаку Тейлору. Спортивные директора постоянно обращались к нему, когда искали тренера».
Тейлор получал официальную зарплату от Converse, но фирма не платила ему каких-либо отчислений ни за одну из 600 миллионов пар обуви, названных его именем. В течение многих лет он ездил по США на белом Volkswagen Beetle, торгуя обувью, проживал в мотелях и имел небольшой уголок со шкафом на складе компании в Чикаго, который называл своим постоянным местом жительства. Писатель Абрахам Аамидор отмечал, что между тем Тейлор не бедствовал, пользуясь счётом, предоставленным ему фирмой Converse.

## Карьера в баскетболе
По словам Тейлора он был профессиональным баскетболистом в период с 1918 по 1930 годы выступая за различные команды, в том числе в Buffalo Germans и Original Celtics. Однако отсутствуют какие-либо данные, что Тейлор действительно выступал за эти команды.
С 1923 году Тейлор начал публиковать небольшой альманах под названием «Converse Basketball Yearbook», в котором отмечал лучших игроков и тренеров сезона, а также лучшие команды и наиболее значительные баскетбольные моменты. Альманах пользовался популярностью и создал хорошую рекламу для бренда, в 1928 году его было решено расширить. В 1935 году Тейлор придумал бесшовный баскетбольный мяч, который позволял игрокам лучше контролировать отскок.
Основным интересом Тейлора в баскетболе было консультирование. В 1923 году он стал первым подобным баскетбольным консультантом, устроившись в Университет штата Северной Каролины, где проработал в течение многих лет. Впоследствии он сотрудничал с Филдином Йостом в Мичиганском университете, затем перебрался в Колумбийский университет, после чего работал вместе со знаменитым баскетбольным тренером Доком Карлсоном в Питтсбургском университете. На протяжении 25 лет Тейлор консультировал американские средние школы и юношеские христианские ассоциации. Впоследствии Стив Стоун, бывший президент Converse, отмечал, что «уловка Чака состояла в том, чтобы отправиться в маленький городок, пообщаться с тренером и стать его консультантом. После чего Тейлор начинал преподавать баскетбол и работать с местным дилером спортивных товаров, при этом не посягая на собственную баскетбольную систему тренера».
Тейлор пропагандировал баскетбол на международном уровне; который стал олимпийским видом спорта в 1936 году. Во время Второй мировой войны Тейлор стал фитнес-консультантом в американской армии. Солдаты занимались гимнастикой в кедах Чака Тейлора, которые стали «официальной» обувью вооружённых сил США.
В 1967 году Тейлор вышел на пенсию, годом позже он был введён в «Зал славы баскетбола». За день до своего 68-летия, в июне 1969 года, Тейлор умер от сердечного приступа в Порт-Шарлотте, штат Флорида.

## Рекомендуемая литература
- Aamidor, Abraham. (2006). Chuck Taylor, All Star: The True Story of the Man behind the Most Famous Athletic Shoe in History, Bloomington: Indiana University Press.